# 司法常務官
司法常務官（英語：Registrar）是一個司法機關的行政工作最高負責人。司法常務官負責其司法機關，例如法院或審裁處的登記處運作。
在實行普通法的司法區中，司法常務官通常身兼部分司法人員職務，負責對特定民事入稟進行聆訊，例如是非正審法律程序申請和損傷評估聆訊。在部分司法區中司法常務官亦會在經控辯雙方同意後對控罪進行聆訊。司法常務官會由副司法常務官（Deputy Registrar）協助處理職務，部分普通法司法區亦會稱其為聆案官（Master）。

## 職責
司法常務官通常是司法機關登記處首長。司法常務官一職一般設於諸如審裁處，高等法院和最高法院等司法機構。在司法機關內，他們在法庭庭長和高等法院或最高法院首席法官的領導下管理各機關的行政和司法工作。政府亦可委任一名或多名助理/副司法常務官。他們協助法院、司法常務官、庭長和法官履行所有公務/司法職能。助理/副司法常務官可行使司法常務官授予的權力。他們亦是法院印鑑的保管人，並負責管理法院的檔案和出版物。
司法常務官負責法官指派的行政工作和司法工作。如有必要，司法常務官可在其認為適當時下令暫停訴訟，直至其他法院審理該案的上訴。
在某些司法管轄區，司法常務官則行使命名法的法定權力。一般而言，司法常務官的地位等同英國高級司法人員職系（Higher Judicial Service）中的地方法官地位。

## 香港
在香港，司法常務官可指香港高等法院司法常務官，亦指高等法院任何副司法常務官。根據香港高等法院條例37條，高等法院須獲派駐一名司法常務官及委出副司法常務官及聆案官。
而區域法院亦有委派區域法院司法常務官及聆案官，現任為宋泳琛。終審法院則因案件數目不多，只委派了鄺卓宏聆案官為署理終審法院司法常務官。
在1992年前，司法常務官稱為經歷司，其支援部門為最高法院經歷司辦事處。

### 權責
司法常務官具有、行使及履行:
- 英格蘭及威爾斯最高法院的聆案官、司法常務官及相類人員所具有、行使及履行的相同司法管轄權及權責。
- 根據法院規則或任何其他法律賦予或施加於他的其他司法管轄權及權責。
- 1949年註冊總署成立前，負責處理市區土地註冊事宜 。

## 新加坡
新加坡最高法院登記處目前由最高法院司法常務官領導。司法常務官由副司法常務官、高級助理司法常務官和助理司法常務官協助履行法定職能。高等法院的部分民事訴訟如於內庭審理時，可由各司法常務官處理。